# العلاقات الدومينيكانية الميانمارية
العلاقات الدومينيكانية الميانمارية هي العلاقات الثنائية التي تجمع بين جمهورية الدومينيكان وميانمار.

## مقارنة بين البلدين
هذه مقارنة عامة ومرجعية للدولتين:
| وجه المقارنة                                              | جمهورية الدومينيكان | ميانمار          |
| --------------------------------------------------------- | ------------------- | ---------------- |
| المساحة (كم2)                                             | 48.67 ألف           | 676.58 ألف       |
| عدد السكان (نسمة)                                         | 10.40 مليون         | 53.37 مليون      |
| الكثافة السكانية (ن./كم²)                                 | 213.68              | 78.88            |
| العاصمة                                                   | سانتو دومينغو       | نايبيداو، يانغون |
| اللغة الرسمية                                             | اللغة الإسبانية     | اللغة البورمية   |
| العملة                                                    | بيزو دومنيكاني      | كيات ميانماري    |
| الناتج المحلي الإجمالي (بليون دولار)                      | 75.93 مليار         | 69.32 مليار      |
| الناتج المحلي الإجمالي (تعادل القوة الشرائية) بليون دولار | 149.89 مليار        | 282.95 مليار     |
| الناتج المحلي الإجمالي الاسمي للفرد دولار أمريكي          | 6.47 ألف            | 1.16 ألف         |
| الناتج المحلي الإجمالي للفرد دولار أمريكي                 | 13.26 ألف           |                  |
| مؤشر التنمية البشرية                                      | 0.715               | 0.536            |
| رمز المكالمات الدولي                                      | +1809، +1829، +1849 | +95              |
| رمز الإنترنت                                              | .do                 | .mm              |
| المنطقة الزمنية                                           | 00                  | ت ع م+06:30      |

## منظمات دولية مشتركة
يشترك البلدان في عضوية مجموعة من المنظمات الدولية، منها:
| علم المنظمة | اسم المنظمة                        | تاريخ انضمام جمهورية الدومينيكان | تاريخ انضمام ميانمار |
| ----------- | ---------------------------------- | -------------------------------- | -------------------- |
|             | مؤسسة التنمية الدولية              | 16 نوفمبر 1962                   | 5 نوفمبر 1962        |
|             | المنظمة الهيدروغرافية الدولية      | ?                                | ?                    |
|             | مؤسسة التمويل الدولية              | 31 أكتوبر 1961                   | 3 ديسمبر 1956        |
|             | منظمة حظر الأسلحة الكيميائية       | ?                                | ?                    |
|             | يونسكو                             | 4 نوفمبر 1946                    | 27 يونيو 1949        |
|             | الأمم المتحدة                      | 24 أكتوبر 1945                   | 19 أبريل 1948        |
|             | منظمة الشرطة الجنائية الدولية      | ?                                | ?                    |
|             | البنك الدولي للإنشاء والتعمير      | 18 سبتمبر 1961                   | 3 يناير 1952         |
|             | الاتحاد البريدي العالمي            | ?                                | ?                    |
|             | وكالة ضمان الاستثمار متعدد الأطراف | 7 مارس 1997                      | 16 ديسمبر 2013       |
|             | منظمة التجارة العالمية             | ?                                | ?                    |

## وصلات خارجية
- موقع وزارة الخارجية الميانمارية